# Atenció domiciliària
L'atenció domiciliària es refereix a un tipus o model d'atenció social o sanitària que es presta a una persona en el lloc on viu, amb l'objectiu de mantenir-la en el seu entorn habitual i aconseguir així el seu màxim nivell de salut, qualitat de vida, benestar i autonomia. L'atenció a domicili consisteix en atencions personals, domèstiques, de suport psicosocial i familiar i relacions amb l'entorn.
Segons el Departament de Treball, Afers Socials i Famílies de la Generalitat de Catalunya, els serveis d'atenció domiciliària són el conjunt organitzat de recursos i accions adreçades a les persones que, per raó d'edat, dependència o discapacitat tenen limitada l'autonomia per realitzar les activitats bàsiques de la vida diària o requereixen atenció permanent i a distància. Així, són considerats com a tals, els serveis d'ajuda a domicili (conjunt de tasques que es realitzen a la llar de persones o famílies que es troben, per motius físics o socials, en situacions de mancança d'autonomia temporal o permanent per poder realitzar les tasques habituals de la vida quotidiana) i els serveis de les tecnologies de suport i cura (serveis de telealarma i teleassistència, que presten suport i cura durant les vint-i-quatre hores del dia al domicili mateix de les persones beneficiàries que no reben serveis d'atenció residencial).